# Goetre Fawr
Goetre Fawr är en community i Storbritannien.   Den ligger i kommunen Monmouthshire och riksdelen Wales, i den södra delen av landet, 200 km väster om huvudstaden London.
Den största byn i Goetre Fawr är Penperlleni.